# Jindřich František Boblig von Edelstadt
Jindřich František Boblig z Edelstadtu (en allemand : Heinrich Franz Boblig von Edelstadt), né en 1612 à Zlaté Hory (en allemand : Edelstadt) et mort le 27 janvier 1698 à Olomouc, est un homme de loi et inquisiteur laïc impérial qui dirigea les Procès de sorcières de Moravie du Nord (en) à la fin du XVIIe siècle, à la fin du XVIIe siècle,,.
Actif dans la région de Šumperk, en particulier dans la ville de Velké Losiny, Boblig est responsable d'avoir envoyé au bûcher environ 100 personnes accusées de sorcellerie. Parmi les personnes condamnées et exécutées figurent deux prêtres qui ont tenté d'arrêter les procès ainsi que Kryštof Lautner, doyen de Šumperk.

## Biographie
On sait peu de choses sur sa jeunesse. Son père, bourgmestre à Zlaté Hory, fut anobli et reçut la marque de noblesse "z Edelstadtu" (von Edelstadt, d'Edelstadt) en 1591.
Jindřich Boblig a étudié le droit, probablement à Vienne, mais il n'a pas terminé ses études et n'a plus tard été intitulé que juris candidatus. Jusqu'à sa participation aux procès pour sorcières de la région de Šumperk, il dirigeait probablement un cabinet d'avocats à Olomouc.